# La Dame au chien
Pour plus de détails, voir Fiche technique et Distribution.
La Dame au chien est un court métrage français réalisé par Damien Manivel, sorti en 2010.

## Synopsis
Par une chaude après-midi d’été, un jeune homme trouve un chien égaré dans un parc municipal. Il décide de le ramener à son propriétaire. Une grosse dame noire, à moitié ivre, lui ouvre et lui propose d’entrer pour le remercier...

## Fiche technique
- Titre : La Dame au chien
- Réalisation : Damien Manivel
- Scénario : Rémi Esterie et Damien Manivel
- Photographie : Julien Guillery
- Son : Emmanuel Desguez
- Décors : Jannick Guillou
- Montage : Erika Haglund
- Production : GREC
- Durée : 13 minutes
- Date de sortie : 14 mai 2010

## Distribution
- Rémi Taffanel
- Elsa Wolliaston

## Distinctions
- - 2010 : Grand prix du Festival du film de Vendôme pour La Dame au chien
  - 2011 : Prix Jean-Vigo pour La Dame au chien
  - 2011 : Prix Spécial du Jury du festival de Clermont-Ferrand pour La Dame au chien[1]
  - 2011 : Grand Prix et Prix d'interprétation masculine au festival Premiers Plans d'Angers pour La Dame au chien
  - 2011 : Prix de la résidence, Prix de la jeunesse et Mention Spéciale du jury presse au festival Côté Court de Pantin pour La Dame au chien
  - 2011 : Grand Prix du festival du film de Breda pour La Dame au chien